# 天舟1号

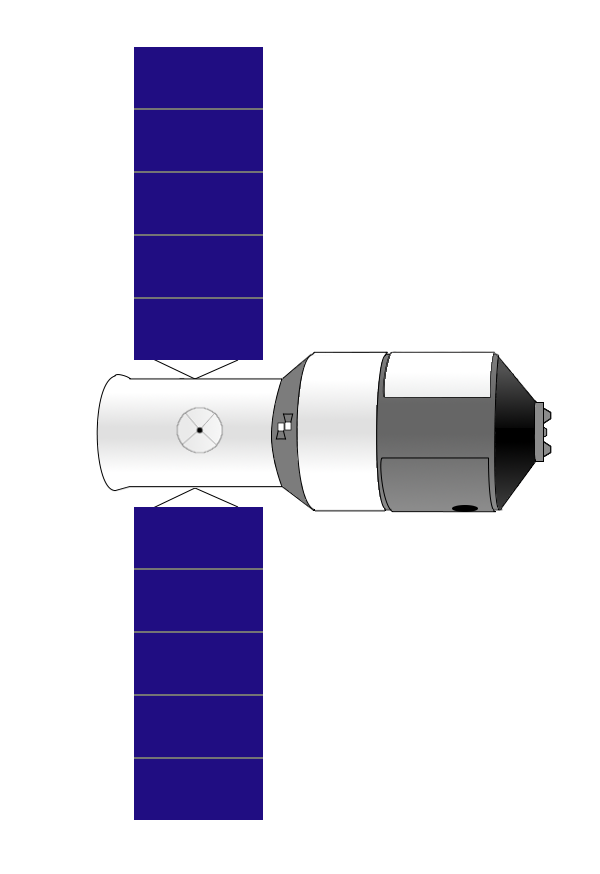
天舟無人宇宙補給機は、 天宮1号に基づいて設計される。左側は小径の非与圧推進モジュールと2つのソーラーパネル、右側は大径の与圧区画である。

天舟1号(てんしゅう1ごう)は、 中国航天科技集団が天宮2号に物資を輸送するために使用した無人宇宙補給機である。2017年4月20日に、 長征7号ロケットを使用して文昌衛星発射場から打ち上げられ、最初の任務に就いた（4月20日20時04分に打ち上げ成功を確認）。4月22日12時16分、最初の無人ランデブーおよび天宮2号とのドッキングが行われ、燃料が供給された。その後の2か月で、さらに2度の分離、ドッキング、および燃料移送が行われ、最後は2017年9月22日の18:00に地球の軌道を離れ、大気圏に落下して燃え尽きた。

## 打ち上げ
天舟1号は、2017年4月20日、現地時間の午後7時41分に文昌衛星発射場から打ち上げられた。長征7号が使用されたのは二度目であり、ミッション用としては初めてだった。 天舟1号は、当時、打ち上げられた中で最も重い中国の宇宙機となった

## ミッション経過
時刻は中国標準時。
- 2017年4月20日19:41 - 文昌衛星発射場で長征7号ロケットによって打ち上げられる。
- 2017年4月22日12:16 - 天舟1号と天宮2号のミッションの最初の無人ランデブーとドッキング。
- 2017年6月19日09:37 - 天舟1号と天宮2号が初めて分離される。
- 2017年6月19日14:55 - 天舟1号と天宮2号が2度目のランデブーとドッキングを実施。
- 2017年6月21日09:16 - 天舟1号は再び天宮2号から分離し、09：47に1か月の独立飛行フェーズに入った。
- 2017年8月1日15:03 - 天舟1号は軌道上に小型衛星を放出することに成功した。
- 2017年9月12日17:24 - 天舟1号は自主高速的なランデブーおよびドッキング状態に入った。
- 2017年9月12日23:58 - 天舟1号と天宮2号は、ミッションの最後のランデブーとドッキングを完了した。
- 2017年9月17日16:15に - 5か月の飛行の後、天舟1号は計画どおりに天宮2号からの最終分離を完了し、ミッションは無事に終了した。
- 2017年9月22日18:00 - 軌道上でのミッションと実験を全て完了した後、地球の軌道から離れるように制御され、南太平洋のスペースクラフト・セメタリーの大気圏に入り、全焼した。